# Federico Grisone
Federico Grisone (parfois francisé en Fédéric ou Frédéric Grison) est un écuyer napolitain du XVIe siècle, dont on ne connaît ni la date de naissance ni celle de décès, qui se situerait probablement entre 1560 et 1565. Il est l'un des écuyers les plus célèbres de la Renaissance italienne. La réputation de l'Académie de Naples lui est due en grande partie. Il est, paraît-il, « doué de tous les avantages recherchés dans un cavalier ». Avec son contemporain Cesare Fiaschi et Gianbatista Pignatelli, il est l'un des fondateurs de l'équitation italienne de la Renaissance qui est à l'origine des équitations européennes de cette période. Son ouvrage Ordini di cavalcare di Frederico Grisone, Gentil'huimo Neapolitetano est le premier livre de toute la littérature équestre moderne qui pose les bases de la connaissance de l'équitation de manège et d'extérieur.
Il est mentionné en son temps comme « le père de l'art de l'équitation » .

## Biographie

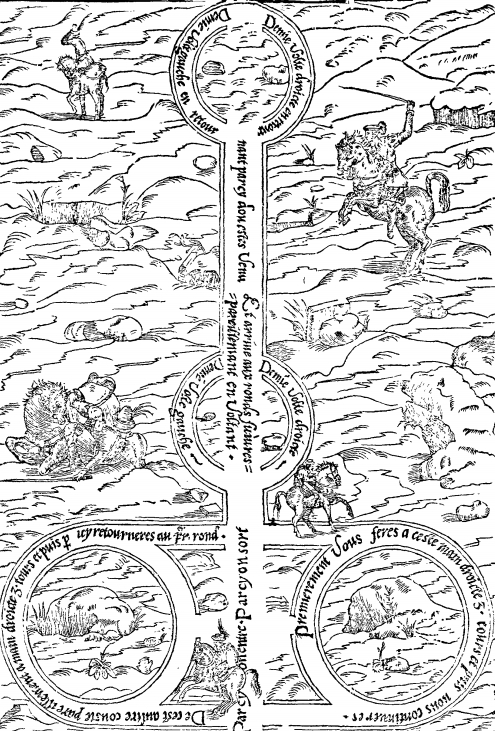
Gravure de L'écurie du Sir Frederico Grisone (éd. 1615).

### Origines familiales
La famille de Federico Grisone est originaire de Ravello dans la province de Salerne. C'est une famille de notables parmi lesquels on trouve des généraux, des mercenaires, des archevêques et des ambassadeurs. Elle s'installe à Naples au XIVe siècle. Certains de ses membres siègent au Conseil composé de notables du Nilo, quartier du centre historique de la ville ainsi nommé du fait de la présence d'une statue du Nil dressée en mémoire des marchands originaires d'Alexandrie habitant à proximité. Plusieurs de ses membres occupent des fonctions importantes à la cour. L'oncle de Federico, Antonio, est le premier chambellan et conseiller personnel du roi Frédéric Ier de Naples, ainsi que son ambassadeur auprès du pape Alexandre VI. Son père, Iacopo, ou Giacomo, Seigneur de Gaète et de Castelpetroso, est Premier Valet de Ferdinand et conseiller d'État. Apprécié du roi Frédéric Ier, il est nommé comte d'Avellino en 1502 mais ne demeure à ce poste que peu de temps .

### Vie
Federico Grisone est probablement né à la fin du XVe siècle. Lors du conflit entre la France et l'Espagne pour la possession du royaume de Naples, il rejoint le parti Français quand, en 1527, Naples est assiégée par l'armée conduite par Odet de Foix Comte de Lautrec. Ce choix malheureux lui vaut de perdre un revenu de 50 ducats. Pour la même raison, les biens de son frère Michelangelo, connétable de Gaète, sont confisqués.
Federico Grisone est marié à Lucrezia de Dura dont il a un fils, Annibale. Celui-ci est tué un soir par un noble génois.
Giovan Battista Ferraro, cavalier napolitain auteur en 1560 d'un traité intitulé Razze, disciplina del cavalcare ed altre cose pertinenti ad esercitio cosi fatto mentionne que le premier maître de Grisone est Giovan Girolamo Monaco. Il écrit encore qu'il approfondit ses connaissances en art équestre avec un autre maître, Cola Pagano, fils du Premier Ecuyer de Frédéric Ier de Naples, qui est auparavant au service du roi d'Angleterre, puis du vice-roi de Naples Philibert de Chalon-Arlay, Prince d'Orange. Il est impossible de préciser avec certitude à quel moment de sa carrière Pagano a Grisone comme élève, mais d'après des données historiques, il semble que ce soit pendant la vice-royauté du Prince d'Orange qui se situe de 1528 à 1530. Grisone mentionne Cola Pagano dans Ordini di cavalcare... lorsqu'il met en évidence l'importance du travail au trot comme base du dressage du cheval.
Plusieurs auteurs attribuent à Grisone la création de l'académie équestre de Naples, mais cette assertion n'est attestée par aucun document. Il est toutefois certain qu'il n'est pas seulement un théoricien éclairé, mais aussi un cavalier talentueux et certainement un maître d'équitation. On sait de Pasquale Caracciolo que des chevaux qu'il a dressés sont offerts à des personnalités de haut rang appartenant à la cour d'Espagne, dont un bai du nom de Castagno, provenant de l'élevage du duc de Gravina, offert au prince d'Espagne.
La date de sa mort demeure incertaine. Caracciolo, qui publie ses travaux en 1566, parle de lui comme d'une personne encore en vie. Pirro Antonio Ferraro dont les travaux sont certainement été terminés avant 1589, le mentionne comme quelqu'un qu'il ne connait que de réputation. Il serait à priori mort dans la dernière décade du XVIe siècle.

## Traités équestres

### «Gli Ordini di Cavalcare»
Dédié à Hippolyte d'Este, cardinal de Ferrare, son livre Gli ordini di cavalcare di Fedreico Grisone, Gentil'huimo Neapolitetano publié, en 1550, traité d'équitation et d'embouchures en italien, récolte un grand succès. Le premier exemplaire est édité par Giovanni Paulo Suganappo à Naples. C'est aussi le premier traité imprimé abordant le dressage des chevaux de guerre.
Entre 1550 et 1623, ce traité est édité vingt fois en Italie et traduit quinze fois en français, six fois en anglais, sept fois en allemand et une fois en espagnol. En l'espace de 50 ans, huit autres ouvrages consacrés à l'art équestre sont publiés par différents auteurs. Jusqu'alors, les ouvrages s'intéressent essentiellement aux maladies du cheval et à la façon de les traiter et n'abordent qu'accessoirement les sujets relatifs à l'équitation, comme le débourrage ou le dressage du cheval, sans fournir de conseils techniques spécifiques aux cavaliers. À l'inverse, Gli Ordini di Cavalacare se réfère expressément à l'art du dressage du cheval de guerre et aux moyens de corriger ses vices.
Dans sa dédicace à Hippolyte d'Este, Grisone signifie son souhait d'écrire sur l'art équestre bien que ce sujet soit laissé aux mains de personnes de basse extraction. Si l'exercice de la chevalerie est une prérogative réservée aux nobles de haut rang, le débourrage et le dressage des chevaux est confié aux marchands de chevaux, aux palefreniers et aux dresseurs. Grisone reconnait toutefois l'existence de quelques hommes de cheval d'origine noble qui se sont dévoués à cet art au point d'être appelés « Maîtres ».
Federico Grisone dit lui-même qu'il a écrit principalement Gli Ordini di Cavalcare avec l'intention de donner des informations techniques, et de ce fait qu'il a fait primer l'exactitude de ces informations techniques sur le style.
L'ouvrage in quarto comporte 124 pages de texte et 30 pages non numérotées pour les illustrations. Il se divise en quatre livres suivis de deux figures de plans de sol et cinquante planches gravées sur bois représentant des mors accompagnés d'une description sommaire. L'édition originale comporte une impression en italique soignée à l'aide d'un caractère intermédiaire entre l'italique aldine et la médiane cursive pendante de Granjon. Les têtes de chapitre sont ornées de lettrines gravées sur bois. L'édition parue chez Giovanni Andrea Valvassori en 1571 comprend un texte de maréchalerie joint par l'éditeur, Scielta di notabili avvertimenti, orné d'une planche intitulée Infirmita, che sogliono molestare i cavalli, copiée sur Le Petit Cheval d'Albrecht Dürer (1505). Enfin, dans son ouvrage, Grisone répertorie 51 mors différents et attribue à chacun des vertus spécifiques.
Il est publié la première fois en 1559, en français sous le titre L'écuirie du Sir Frederic Grison..., imprimé à Paris par Guillaume Auvray, rue Jean de Beauvais, et parait chez le libraire Charles Perier à l'enseigne du Bellérophon couronné. La traduction en français est de Bernard du Poy-Monclar et cette première traduction est dédiée à Jacques de Silly. C'est le premier ouvrage en français portant sur le dressage des chevaux. L'ouvrage est enrichi des figures de mors copiés de l'édition italienne. Les plans au sol ont été redessinés et sont intégrés dans des paysages où circulent des cavaliers à cheval. Bernard du Poy-Monclar s'en tient au texte de Grisone et met entre parenthèses dans le texte les mots et expressions pour lesquels il n'a pas trouvé d'équivalent en français. Certains termes qu'il traduit ou adapte apparaissent pour la première fois en français et perdurent toujours comme les mots piste, zain, ou encore ramingue, synonyme de rétif, aujourd'hui en désuétude mais que Salomon de La Broue employait et qui eut cours pendant plus de deux siècles. Le titre français complet était : L´Ecurie du Sr. Federic Grison, gentilhomme Napolitain. En laquelle est monstre l´ordre et l´art de choisir, dompter, piquer, dresser et manier les chevaux, tant pour l´usage de la guerre qu´autre commodite de l´homme.
La traduction littérale allemande par Hans Frölich et Veit Forster qui parait en 1566 à Augsbourg chez Matthäus Franck sous le titre, Das Edlen Hochberümbten und Rittermessigen Frideric Grisonis Neapolotani Künstliche beschreibung unnd gründliche ordnung die Pferdt, est l'une des traductions les plus fidèles. De nombreuses traductions plus ou moins fiables, dont beaucoup ne sont que des compilations ou adaptations des auteurs italiens, paraissent dans d'autres pays d'Europe. Cette édition originale rare est tirée à quatre cents exemplaires. Elle contient cinq parties alors que le texte italien original en comprend quatre. Un des exemplaires, qui fait partie des collections Anderhub et Sarasin comporte un sixième chapitre de trois pages consacré à l'art du tournoi et une suite de planches dépliantes gravées à la pointe présentant le monogramme C.S. attribuable à Conrad Saldoerffer dont l'activité à Nuremberg se situe entre 1563 et 1583. Après le verso du feuillet LXV, l'éditeur a ajouté un texte de Fiaschi.
Une autre traduction importante parait en 1568 en Espagne. Elle est due à Antonio Flores de Benavides et est éditée à Baeça chez Baptista de Montoya sous le titre Reglas de la cavalleria de la Brida, y para conoscer la complession naturaleza de los Cavallos. Cet ouvrage parait fiable. Il comprend le même nombre de chapitres que l'édition italienne. Les cinquante planches représentant les embouchures sont regravés à l'identique. Seuls manquent les deux plans de sol.
En Angleterre, la traduction de Thomas Blundeville datant de 1560, reste confidentielle et passe inaperçue. Par contre, son ouvrage The foure chiefest Offices belonging to Horsemanship, très populaire, se compose de quatre livres dont le second donne une version corrigée et augmentée de la première version de Grisone. Ce texte est réédité régulièrement pendant une cinquantaine d'années.
Ses contemporains constatent l'originalité de l'ouvrage reconnaissant qu'il a ouvert la voie aux traités équestres. Il est le précurseur de l'élaboration théorique et de la transmission des connaissances équestres, telles qu'elles perdurent de nos jours.
Pour Federico Grisone, seuls la diligence, la patience, une insatiable curiosité et un désir permanent et continu d'apprendre, permettent d'exceller dans un art.

### Manuscrit découvert
Une étude de 2013 de Sabina De Cavi, chercheuse italienne de l'université de Cordoba, révèle la présence d'un ouvrage manuscrit attribué à Federico Grisone dans le fonds Osuna de la Bibliothèque Nationale d'Espagne à Madrid intitulé Razze del Regno, raccolte in questo volume brevemente da Federigo Grisone gentilhuomo napoletano. Ce document, qui doit encore être étudié, est demeuré ignoré des bibliographes équestres majeurs comme Hutt et Gabriel-René Mennessier de la Lance et constitue une véritable découverte. Les principaux haras du royaume de Naples existant à l'époque de Federico Grisone y sont listés. Ils sont présentés par ordre d'importance et en fonction de la catégorie sociale de leur propriétaire.

## Naissance de la Haute école
Federico Grisone est souvent désigné comme le fondateur de ce qui sera quelques siècles plus tard appelé « Haute école ». Dans les faits, son ouvrage se polarise sur les exercices de manège nécessaires pour faire la guerre et ne présente qu'accessoirement les airs qui seront ensuite appelés « sauts d'école ». Parmi ceux-ci, il ne s'attarde vraiment que sur la courbette et la capriole. Plus qu'une méthode, Grison y expose des recettes et célèbre l'art équestre.
Il insiste sur l'importance du tempo et de la musicalité dans la pratique de l'équitation, qui doivent permettre au cheval et à son cavalier de ne faire qu'un. Pour atteindre une parfaite harmonie entre ces deux êtres vivants, l'homme et le cheval, qui sont très différents mais aussi très accordables, Grisone considère qu'il ne suffit pas de s'entrainer, mais qu'il faut aussi avoir ce qu'il appelle « un vrai et bon discours », c'est-à-dire utiliser des principes corrects qui s'appuient sur l'expérience, mais aussi sur la réflexion théorique et sur la transmission de la connaissance équestre. Il a bien conscience de l'originalité de ce concept et se défend à l'avance des critiques venant de ceux qui considèrent que l'équitation est une pratique qui ne peut pas s'exprimer par des mots. En même temps, le même Grisone sait combien il est difficile de décrire de façon théorique certains aspects de l'équitation qui ne peuvent se résumer en un simple exercice technique car ils font appel à la sensibilité du cavalier qui doit interpréter les réactions de l'animal et communiquer avec lui par l'intermédiaire de son seul corps.
Dans son ouvrage, Federico Grisone énonce les spécificités qui caractériseront la Haute école: le rassembler, le contact et la mise en main. Il préconise de monter le cheval avec la tête et l'encolure dans une attitude rassemblée, de s'assurer d'avoir un contact correct avec la bouche, un bon tonus musculaire du dos et un soutien des hanches.
Grisone note le rôle porteur de l'avant-mainː « Il faudra placer la selle plus sur le devant que sur le derrière, car ainsi elle ne fera pas seulement le cheval plus beau et plus joli, mais encore plus aisé. » Il insiste sur le travail en cercle et sur le rôle de la jambe extérieureː « Il faut se servir de la jambe opposée, c'est-à-dire de la jambe droite pendant que le cheval tourne à gauche et vice versa. » Il souligne les bienfaits du reculer, de la soumission aux jambes et à l'éperon, et du travail sur des terrains pentus. Sans pouvoir exactement la justifier, il a une approche de la mise en main et du travail dans l'harmonie musculaire, le cheval courbant son encolure.
L'équitation qu'il enseigne, destinée au combat rapproché, comprend les airs et sauts d'école:
- la figure  nommée passade répétée dans un fossé enseignent au cheval ses futures allées et venues sur l'ennemi,
- les pesades, dans lesquelles le cheval s'assoit sur les hanches, sont suivies de quelques ruades,
- les caprioles permettent au cavalier de se dégager des attaques de l'ennemi,
- les courbettes se font sur place et en avançant dans toutes les directions.

Il décrit  aussi la « jambette » .

## Le tempérament du cheval
Après quelques citations de travaux qui célèbrent le cheval qu'il qualifie de « plus  fidèle compagnon des rois », Grisone se focalise sur le caractère de l'animal qu'il dit influencé par les quatre éléments naturels: l'eau, l'air, la terre et le feu. Suivant un concept très répandu à l'époque, il donne une vue d'ensemble des qualités attachées à chacune des robes. La couleur de la robe et les marques comme les balzanes, les marques en-tête ou les bracelets, sont considérées comme les symptômes explicites des inclinations du cheval et des caractéristiques des différents types de chevaux. Comme nombre de ses contemporains, Federico Grisone a une préférence pour les chevaux bais, mais il apprécie les gris pommelés et les alezans brûlés. En règle générale, les poils blancs sont considérés comme un signe de faiblesse et pour cette raison. Federico Grisone suggère de préférer les spécimens avec des membres sombres ou de petites balzanes. Il souligne que ces considérations sont le fruit de l'expérience plus que des opinions et admet que ses marques peuvent être trompeuses et avoir un effet contraire. Il ajoute que même si le cheval a des marques avantageuses et est né sous une bonne constellation, il doit être harmonieux et proportionné. Pour cette raison, il conseille de vérifier sa constitution en commençant par le fondamental, c'est-à-dire ses sabots et ses membres. Il ajoute cependant qu'une bonne nature n'est rien sans l'expertise du cavalier et un dressage correct.
Comme il était admis à l'époque, pour Federico Grisone, le cheval est un élève pensant, intelligent, doué de volonté et capable de raisonner et de comprendre toutes les intentions de son cavalier dès le premier contact. De fait, estimant que le cheval a conscience de ses fautes et de la justesse des corrections, il prescrit de le frapper quand il ne veut pas obéir. Il considère que toutes les nouvelles phases de l'enseignement doivent être abordées avec douceur, mais à contrario que toutes les résistances doivent faire l'objet de réprimandes sévères, comme elles doivent l'être avec un cheval « lasche, obstiné, furieux et malin ». La pratique équestre de Federico Grisone est simpliste et uniquement empirique. Si au départ, il apprivoise l'animal, la brutalité ensuite domine, même s'il fait par moments usage de délicatesse. Le cheval doit se plier de force à la volonté du cavalier s'il ne se laisse pas convaincre dès la première leçon. Les aides artificielles utilisées sont brutalesː mors aux longues branches et éperons sévères. Sa méthode est basée sur les notions de sanction, récompense et châtiment.

## Le débourrage
Federico Grisone conseille de ne pas procéder au débourrage avant que le cheval n'ait trois ans. Celui-ci doit durer de quatre à six mois. Après avoir habitué le cheval à être monté, les exercices doivent être effectués principalement au trot, allure qu'il considère essentielle pour travailler par la suite le galop. La première étape doit se faire avec une selle rembourrée et un cavesson, puis, lorsque le cheval a acquis les rudiments essentiels, avec une selle normale et une bride. la première embouchure utilisée doit être un mors de bride canon à pond, le plus doux possible. Pour le rendre plus agréable et habituer le cheval à mastiquer, Federico Grisone suggère de l'enduire de miel et de sel, méthode déjà recommandée par Giordano Ruffo de Calabre.

## Le dressage

### Exercices
Federico Grisone préconise que le dressage se fasse à un endroit où le sol a été préalablement hersé et où d'autres chevaux ont laissé des traces afin que le cheval soit incité à suivre une trajectoire correcte en évitant de marcher dans un sol meuble. Avec la progression du dressage, il est possible de suivre une tranchée peu profonde afin de l'obliger à suivre un tracé plus rigoureux.
Grisone codifie quelques exercices de base de dressage comme le torni qui consiste en des voltes aux deux mains alternant avec une ligne droite au bout de laquelle le cheval doit s'arrêter pour exécuter un demi-tour avant de reprendre la même ligne droite. Il explique qu'autrefois le cheval était habitué à tourner et à s'arrêter dans un espace libre, ou bien était monté entre des arbres qui étaient utilisés comme points de référence pour l'entrainer à se déplacer en suivant des tracés prédéfinis. Ces exercices étaient utilisés pour apprendre au cheval à trouver son équilibre sous le poids du cavalier sur des voltes, afin de le dresser à contrer une charge ennemie en s'arrêtant, puis à tourner sur les hanches avant de poursuivre un nouvel assaillant. Ce mouvement, nommé passade, se composait d'une ligne droite au bout de laquelle le cheval devait s'arrêter et tourner au plus court en exécutant une demi-pirouette avant de repartir immédiatement pour une nouvelle charge. Grisone décrit différents exercices, maneggi, qui se distinguent par la façon dont l'arrêt, la demi-volte ou la demi-pirouette sont exécutés. Afin d'habituer le cheval à batailler sur tout type de terrain, Grisone suggère de dissimiler des pierres sur le terrain. Il insiste sur le fait que le cheval doit s'arrêter droit, en s'aidant si besoin d'un homme à terre qui le remettra dans l'attitude correcte avec l'aide d'un bâton. Il considère dans le même esprit qu'il est utile d'utiliser le reculer.

### Enrênement
Dans un premier temps, le cheval est monté avec des « fausses-rênes », rênes qui sont fixées à des anneaux spéciaux sur les tiges du mors au niveau de la commissure des lèvres. La bride fonctionne alors comme un pelham. Grisone préconise que le cheval soit habitué le plus tôt possible aux éperons qui sont considérés comme une aide essentielle et comme un moyen de punition.

### Figures de haute école
La pesade est obtenue en demandant au cheval de s'arrêter en abaissant les hanches, de ramener les postérieurs sous son corps et d'alléger l'avant-main afin de soulever les antérieurs. Cet exercice permet de rassembler le cheval à son maximum et de le rendre capable d'exécuter un rapide changement de direction après une charge. C'est un exercice spectaculaire qui est aussi utilisé lors de présentations. Grisone se focalise en fait sur la manière correcte de présenter un cheval à un prince ou à un roi, suggérant quelles sont les meilleures façons de mettre en valeur ses qualités. Lors de ses présentations, le cheval doit montrer ses qualités et sa soumission dans l'exécution des différents exercices de manège, mais aussi sa force et sa beauté ainsi que sa capacité à effectuer des sauts comme les croupades, les courbettes et les cabrioles, et ce qui est appelé aujourd'hui le pas espagnol, et à l'époque far ciambetta.

## Le cavalier
Grisone considère que la jambe extérieure du cavalier doit être la jambe d'impulsion tandis que la jambe intérieure est utilisée pour « arrondir », c'est-à-dire pour provoquer la flexion latérale sur les voltes. Le rôle de la main est particulièrement important. Elle guide le cheval dans chaque mouvement et son action doit être synchronisée avec celle des jambes qui donnent l'impulsion.
Selon Grisone, les aides sont au nombre de sept: la voix, la langue, le bâton, la bride, le péroné, les étriers et les éperons. Les punitions sont aussi au nombre de sept et peuvent être infligées plus ou moins avec les mêmes moyens. Il attache une importance toute particulière à la punition par la voix qu'il considère comme le meilleur moyen de corriger une désobéissance, alors qu'il recommande par ailleurs des punitions bien plus violentes. La voix doit encore être utilisée pour récompenser le cheval une fois que celui-ci a obéi.

## Les embouchures
Le traité de Grisone comporte 50 planches qui présentent différentes sortes de mors. Une partie de ses travaux porte sur la manière de brider, c'est-à-dire de choisir le meilleur mors convenant à un cheval en particulier. Il ne détaille cependant pas les caractéristiques des différentes embouchures. Celles-ci sont beaucoup plus sévères que celles utilisées de nos jours, certains les considérant même comme de véritables instruments de torture. La plupart des mors présentés sont utilisés pour remédier à des problèmes spécifiques. Paradoxalement, l'homme de la Renaissance utilisait des artifices au niveau des embouchures, qui leur donnaient parfois un aspect terrifiant, comme des moyens pour rendre le mors plus acceptable aux chevaux qui présentaient des résistances particulières. Il est difficile d'envisager qu'ils arrivaient à leurs fins et on peut supposer que les défenses, que ces artifices étaient censés corriger, étaient en fait exacerbées par ceux-ci. Grisone a conscience de ce risque et dit à ses lecteurs de ne pas être déçus si le cheval n'atteint pas la perfection malgré des modifications d'embouchures. Il suggère de toujours préférer les mors qu'il appelle svenati et qui garantissent la liberté de la langue dans toutes les circonstances, de vaincre des résistances par le travail et d'éviter les embouchures qui peuvent causer des blessures à la bouche de l'animal ou qui peuvent le déconcerter. Il conclut en disant que si le dressage est fait correctement, le bon cavalier peut utiliser trois types de mors, le cannone, le scaccia et le cappione, qui sont des mors relativement doux.

## Critiques
Les préconisations de Grisone sur les punitions qu'il suggère pour remédier aux désobéissances du cheval sont celles qui celles qui furent le plus controversées et qui lui valurent une réputation sulfureuse. Les historiens contemporains, spécialement ceux italiens, tendent à minimiser la brutalité des méthodes de Federico Grisone et mettent plutôt l'accent sur son rôle de précurseur d'un nouveau genre de traité équestre. D'un autre côté, Grisone exprime une conception de l'équitation qui est typique de son époque. Celle-ci considère que le cheval a été créé par Dieu pour servir et se soumettre aux volontés de l'homme, et attribue sa désobéissance à sa nature « malicieuse » et « vicieuse». Grisone admet qu'un des plus grands défis que rencontre le cavalier est de faire clairement comprendre à l'animal les motifs de la punition. Il faut cependant reconnaitre que certains « secrets » qu'il confie à ses lecteurs apparaissent aujourd'hui, à la lumière des réflexions ultérieurs dans le domaine équestre, inutilement violents, inefficaces et souvent improductifs,. Ils ne permettent pas d'atteindre l'idéal d'harmonie et de compréhension mutuelle entre le cheval et le cavalier que le même maître napolitain professe.
Après avoir suggéré des punitions plus horribles les unes que les autres, Grisone insiste sur l'importance du dressage et du travail. Il indique des remèdes brutaux tout en insistant sur le fait que le bon cavalier n'a pas besoin de les utiliser et qu'il est capable d'arriver à ses fins en usant de son expertise. Il estime que c'est une erreur d'utiliser des remèdes inefficaces qui peuvent altérer la santé du cheval. Cependant, dans sa conception du dressage, la punition prime sur la récompense, même s'il insiste sur le fait qu'elle doit être utilisée au bon moment et avec mesure, et uniquement quand l'animal fait des erreurs. L'abus de punitions peut mener le cheval à la confusion et lui faire peur. Les méthodes les plus sévères doivent être, écrit-il, utilisées en dernier recours.
Dès 1562, ses méthodes sont critiquées par Claudio Corte dans son ouvrage Il Cavallarizzo du Claudio Corte di Pavia. Ce dernier est en désaccord avec Grisone sur plusieurs points, notamment sur les méthodes qu'il emploie qu'il juge brutales. Il en dénigre l'efficacité, prônant des moyens beaucoup plus doux, et n'hésite pas à en énumérer la liste.

## Citations
- « Lorsqu'un cheval s’embride, le mufle retiré pour aller férir du front, il n’en sera pas seulement plus ferme de bouche, mais aussi il tiendra son col ferme et dur jamais ne la mouvant hors de son lieu, et avec un doux appui s’accompagnera et agencera de sorte la bouche avec la bride, la mâchant toujours qu’il semblera qu’elle y soit miraculeusement née. »
- « Il n'y a, en tout l'art militaire, discipline plus belle que celle qui enseigne à dompter, piquer et dresser les chevaux. »[7]